# Front Moro de libération nationale
Pour l'organisation de même sigle, voir Front Farabundo Martí de libération nationale.
Le Front Moro de Libération nationale (en anglais : Moro national liberation front, MNLF) est une organisation politique philippine. Elle est accréditée par l'Organisation de la conférence islamique, qui lui permet de représenter les Moros avec un statut d'observateur. La guérilla est à l’origine de la création par le gouvernement philippin de la région autonome en Mindanao musulmane pour tenter d'y mettre fin. 

## Historique
Créé en 1969, ce mouvement milite pour l'indépendance du sud des Philippines (Bangsamoro). Doté d'une aile armée, il s'insurge contre les forces du gouvernement philippin, entraîné et armé par la Malaisie, avant qu'un accord de paix ne soit signé en 1996. Le FMLN renonce alors à réclamer l'indépendance et privilégie une simple autonomie de la région. 
En 1978, une scission entraine la création du Front Moro islamique de libération (FMIL, en arabe : جبهة تحرير مورو الإسلامية, Jabhat Tahrir Mooroo al-Islamiyyah). Ce dernier deviendra la guérilla islamiste la plus importante de la région avec Abu Sayyaf.
En 2001, le FMLN prend des dizaines d’otages, qu’il libère quelques jours plus tard en échange du départ des rebelles sains et saufs. L’attaque fait des dizaines de morts à Zamboanga et à Jolo, une île voisine.
Le 5 mars 2013, des combattants du FMLN auraient accosté l'État de Sabah afin de soutenir Jamalul Kiram III dans le conflit de Sabah, 10 000 au total selon son porte-parole Habib Hashim Mudjahab, contredisant les rapports officiels qui indiquaient qu'à la fois les Philippines et la Malaisie avaient imposé un blocus naval au Sabah,. Le dirigeant du FMLN, Nur Misuari (en), indique que certains de ses membres participent à l'incursion armée au Sabah.
Le 12 août 2013, le chef de ce groupe proclame la fondation de la République du Bangsamoro allant du Sud des Philippines à l’Est de la Malaisie.
En septembre 2013, plusieurs centaines de membres du FMLN, opposés aux négociations de paix entre le gouvernement philippin et le Front Moro islamique de libération, qui selon eux marginalisent leur mouvement, lancent une attaque sur Zamboanga. Ils s'emparent de la ville et capturent des otages. L'armée lance alors une contre offensive qui écrase les rebelles et libère les otages à la fin du mois. Au total, 23 militaires et policiers, 12 civils sont tués lors des combats, les rebelles déplorent 189 morts et 292 hommes faits prisonniers,,.

## Zones d'opérations
Le Front Moro de libération nationale est surtout basé dans les provinces de Sulu, Basilan et Tawi-Tawi, tandis que l'île de Mindanao est la zone d'activité du Front Moro islamique de libération.